# 理查德·戴德金
尤利乌斯·威廉·里夏德·戴德金（德語：Julius Wilhelm Richard Dedekind，[ˈdeːdəˌkɪnt]；1831年10月6日—1916年2月12日）是一名德國數學家，在數論、抽象代數（特別是環論）和算術公理基礎方面做出重要貢獻。他最知名的貢獻是通過戴德金分割概念定義實數。他還被認為是現代集合論和被稱為「邏輯主義」的數學哲學發展的先驅。

## 外部連結
- 約翰·J·奧康納; 埃德蒙·F·羅伯遜, ,  （英语）
- Richard Dedekind的作品  - 古騰堡計劃
- 互联网档案馆中理查德·戴德金的作品或与之相关的作品
- Dedekind, Richard, Essays on the Theory of Numbers. Open Court Publishing Company, Chicago, 1901. at the Internet Archive
- Dedekind's Contributions to the Foundations of Mathematics http://plato.stanford.edu/entries/dedekind-foundations/ （页面存档备份，存于）.